# جورهواری
جورهواری (به اسپانیایی: Jorhuari) یک کوه در پرو است که در پرو واقع شده‌است. جورهواری ۵٬۲۰۰ متر بالاتر از سطح دریا واقع شده‌است.